# Remigia marcida
Remigia marcida là một loài bướm đêm trong họ Erebidae.